# Lady Godiva (Collier)
Lady Godiva es un cuadro de John Collier, quien realizó esta obra en 1897. El trabajo pictórico tiene unas dimensiones de 142 x 183 cm y se trata de un óleo sobre lienzo. Se encuentra en el Herbert Art Gallery and Museum de Coventry. Es, quizá, la obra más reconocida de Collier y la más característica tanto por su temática como por su calidad técnica y compositiva. El momento que se retrata es en el que tiene lugar la puesta en marcha del reto de la condesa, el punto de inflexión en la trama de la leyenda de Lady Godiva, siendo así una de las representaciones más destacadas de la misma.

## Introducción
John Maler Collier, nace en Inglaterra en 1850, hijo de Robert Porrett Collier, primer Lord Mankswell, miembro del parlamento y de la Royal Society of British Artists. En su educación, juega un papel fundamental John Everett Millais, miembro fundador de la Hermandad Prerrafaelita, de quien recibirá una gran influencia en cuanto a su perfección técnica, el detallismo minucioso, el colorido brillante, el interés por lo antiguo y natural, la belleza femenina y cierto carácter onírico y realista. A pesar de estar estrechamente vinculado al grupo prerrafaelita, nunca formó parte de él.
Llegó a ser considerado uno de los retratistas más destacados de su época, incluso constata como uno de los 24 miembros cofundadores de la Royal Society of Portrait Painters. Además de pintor, con una amplia gama temática, e ilustrador de novelas, llegó también a publicar tres libros entre los años 1882 y 1905; “A primer of Art”, “A manual of Oil Painting” y “The Art of Portrait Painting”.

## Entre la leyenda medieval y la Historia
La leyenda medieval quedó registrada en el siglo XIII, por el cronista anglosajón Roger de Wendover, quien trovaría la historia de una joven viuda, de belleza exuberante, desposada con Leofric, Conde de Chester, Mercia y Señor de Coventry (Inglaterra). Durante el gobierno de este, los vasallos eran oprimidos por una altísima tributación, su esposa, Lady Godiva rogaría clemencia a su esposo, quien, presumiendo la negativa de su joven mujer, le retó a pasear por las calles del feudo completamente desnuda a cambio de que él redujera los impuestos.
Ella aceptó, con la única condición de que los habitantes de la urbe, el día y la hora acordada, no mantuvieran ningún contacto con el exterior. Concluyendo con el cumplimiento del marido con su parte del trato, aparece también el tinte moralizante típico del folclore medieval, un sastre vecino, llamado Tom, que no podría resistirse a observar el desnudo de su señora, y tras lanzar una mirada a la calle, quedaría ciego como castigo. Esta figura, pasaría a designarse “Peeping Tom” y formularia el tópico del “voyeur” o “mirón”.
Más allá de tratarse de un mero cantar medieval, la historia real recoge que tanto la dama anglosajona como su esposo fueron importantes benefactores de abadías, como la de Coventry, cuya edificación se les atribuye, o la de Ely. Leofric, a su muerte en 1057 dejaría en herencia a Godiva todas sus propiedades, quien supo mantenerlas incluso tras la invasión de Guillermo de Normandía en 1066 hasta su muerte en el año 1080 aproximadamente.

## Análisis de la obra

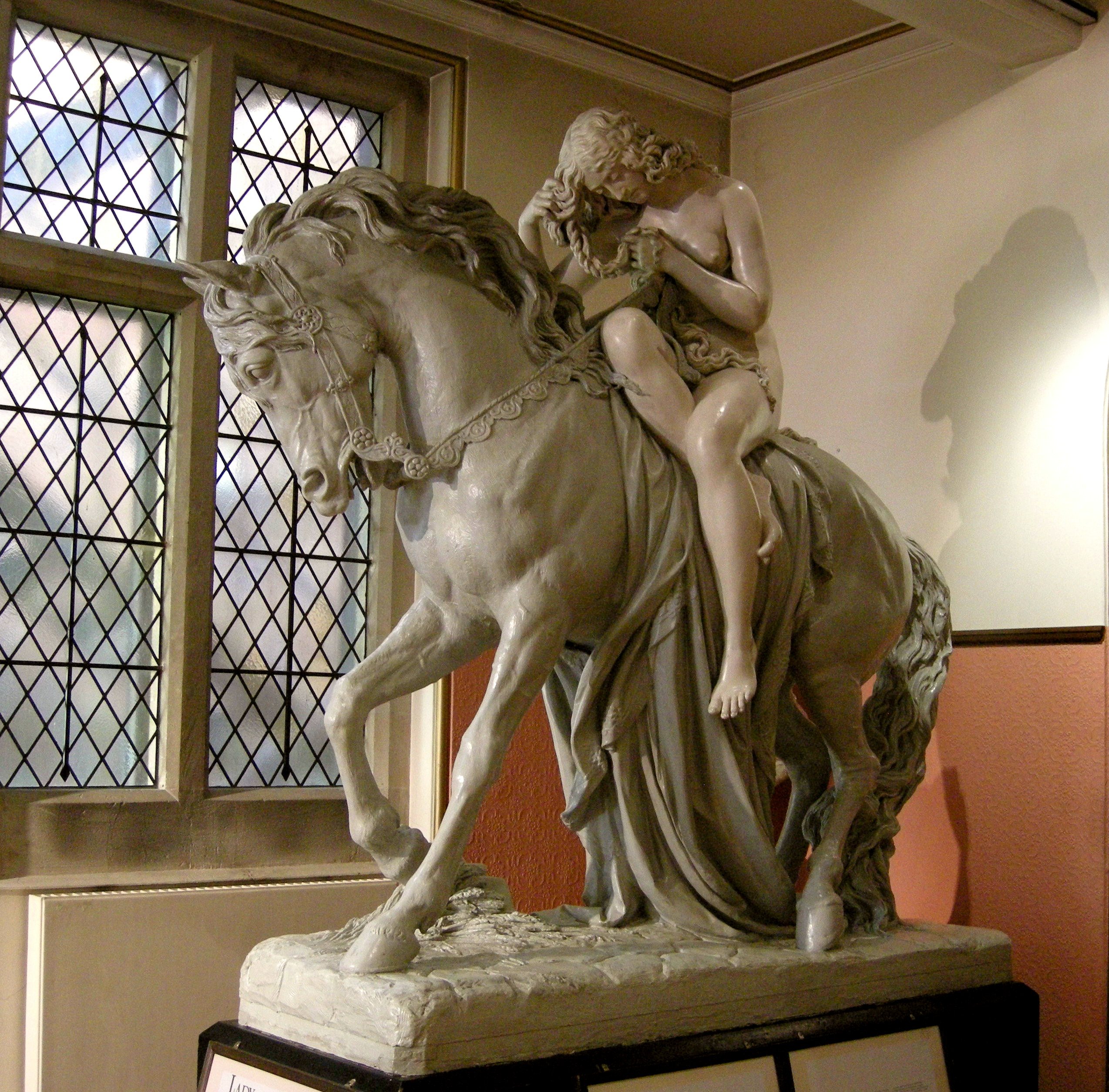
Lady Godiva de John Thomas (1861).

Lady Godiva de Adam Van Noort (1586).

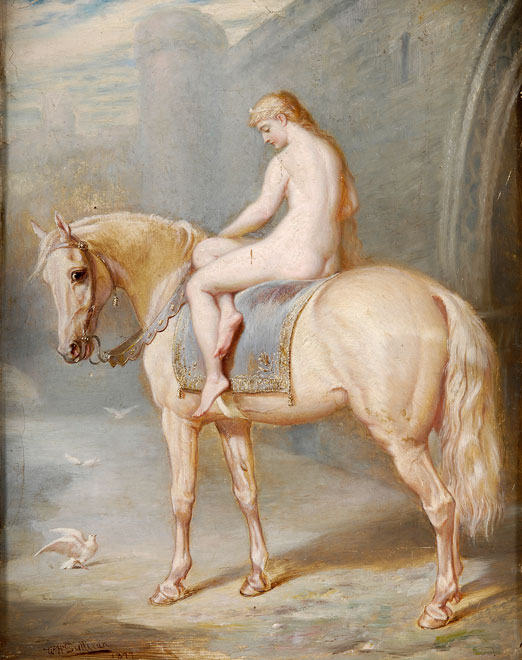
Lady Godiva de William Holmes Sullivan (1877).

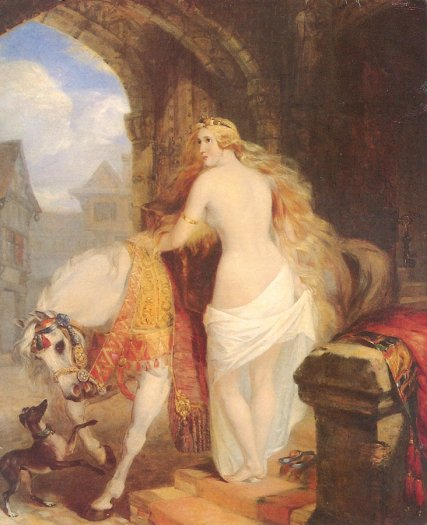
Lady Godiva de Claxton (1850).

Como antecedentes a la obra, que pudieron ejercer de fuentes directas o inspiración, se pueden citar: el libro “Hereward The Wake” escrito en 1865 por el profesor, clérigo y novelista inglés Charles Kingsley (donde Lady Godiva sería uno de los personajes principales), la dramática escultura ecuestre del victoriano John Thomas, o la pintura de Adam Van Noort datada de 1586, posiblemente la más antigua de dicha representación , y otras del siglo XIX como la de Claxton de 1850 o la realizada en 1877 por William Holmes Sullivan.
La importancia de la temática, en la realización de este cuadro es de vital importancia, la procedencia medieval de la leyenda, hermana directamente al autor con los principios de la hermandad prerrafaelita y su gusto por lo literario y los temas medievales, en especial, en este caso, por la historia cultural nacionalista, que afloraba por toda Europa en el siglo XIX.
La composición del cuadro, bastante sencilla en apariencia, representa a la joven mujer sobre un majestuoso caballo blanco. Teniendo en cuenta que no hay referencias directas en las fuentes acerca del color del equino, se puede deducir que este, lejos de ser un elemento aleatorio, hace referencia directa a la castidad, la pureza y la virtud de la joven que lo cabalga. En lo referente a la disposición del retrato ecuestre, se podría citar la influencia de las anteriores obras que reflejaban la historia, tanto pictóricas o escultóricas, o incluso el cuadro “Retrato de un caballo blanco” de Gericault.
El animal, que hace las veces de base de la estructura principal, va reciamente engalanado con las típicas vestiduras de paseo, propias de los retratos ecuestres de las damas de condición social elevada. El bocado de oro marida con los bordados del manto, en el que se aprecia el legado del detallismo prerrafaelita, pudiéndose incluso apreciar la heráldica de la casa nobiliaria de Conde.
Si la finura de los delicados dorados es paradigmática, lo mismo sucede con la montura de terciopelo rojo que se sitúa sobre el manto. El vibrante rojo bermellón no solo armoniza en gama tonal, abriéndose únicamente por la lograda encarnación de Godiva, sino que su simbolismo trasmite la idea de pasión, valor y fuerza que requiere dicho acto. Ella, representada como una mujer delicada y hermosa, con ciertos rasgos de idealización en el canon de proporciones, exhibe un desnudo integral, de sensualidad y erotismo supremo.
Se recurre al uso de la larga cabellera castaña, con tonos rojizo estipulando el paralelismo con la gama cromática del resto del lienzo, para cubrir aquellas partes más delicadas del cuerpo de la joven. Ella sujeta la melena, cabizbaja, ruborizada, por la vergüenza pudorosa de su acto, aunque su cuerpo parece descansado y con los hombros relajados, como sabiendo que nadie la mira.
Por un lado, la actitud serena y aliviada de la doncella contrasta con la altanería del animal que monta, orgulloso de su señora. Y por otro, la manera de disponer la montura no sigue la típica pose a lo “amazona” propia de la equitación femenina inglesa, sino que se representa por primera vez sentada a horcajadas, pose masculina, que enfatiza en el revolucionario mérito de su sacrificio, y habla, por consiguiente, del retrato psicológico de una mujer decidida y a-temporal.
La única prenda que lleva Lady Godiva es su anillo de casada en la mano izquierda, con la misma que sujeta las riendas, esto hace especial referencia, otra vez, a su honradez y decencia, incidiendo en que no exhibe su cuerpo por gusto, sino afligida por la penuria ajena y en lucha contra ella.
El cerúleo desnudo, muy ligado por una parte a la obra de la hermandad, pero también a las corrientes románticas que ligaban la fragilidad y la enfermedad con la belleza de la joven, logra una sensación plena de intimidad y sensualidad. Contribuye a ello el diestro tratamiento de las texturas, delicadas y carnosas para la piel de la joven, suaves para los tejidos, pinceladas más sueltas y ligeras para el pelo y el pelaje del animal, airoso, y un tratamiento más rugoso y frío para los fondos de piedra, metal y madera.
El fondo, donde predominan los colores tenues, ocres rebajados, planos, redirige la mirada del espectador al núcleo de la imagen, acentuado aún más el rojo. Lejos de contemplar un fondo, de tendencia prerrafaelita y decoración floral, el artista decide ser fiel a las fuentes e imponer un marco urbano feudal anglosajón. Tal es la verosimilitud es perseguida hasta tal punto que, en el primer plano del fondo, se encontraría la puerta del monasterio benedictino, cuya construcción fue costeada por ella, junto con su marido (según las crónicas de la época).
Tras este primer plano, en la esquina superior derecha, se abre una vista de la ciudad, un segundo fondo con la misma paleta suave, donde se recrea un gran trabajo de perspectiva, profundidad y sensación de espacio. Para ello Collier recurriría a una especie de perspectiva área difuminando los contornos de los edificios, a medida que estos se alejan, captando los matices atmosféricos para lograr dicho efecto. En todo este trabajo de iconografía, técnica, texturas, volúmenes, llama la atención la falta del motivo de “Peeping Tom”, pues resulta un elemento muy esquemático y dentro de las fuentes y le otorga moraleja, pero la ausencia del otro factor humano dentro de la obra se explica suponiendo que; de haber representado al sastre ojeando a su señora, único foco de atención perseguido, los mirones serían dos, él y el propio espectador.

## Influencias y repercusiones en el arte

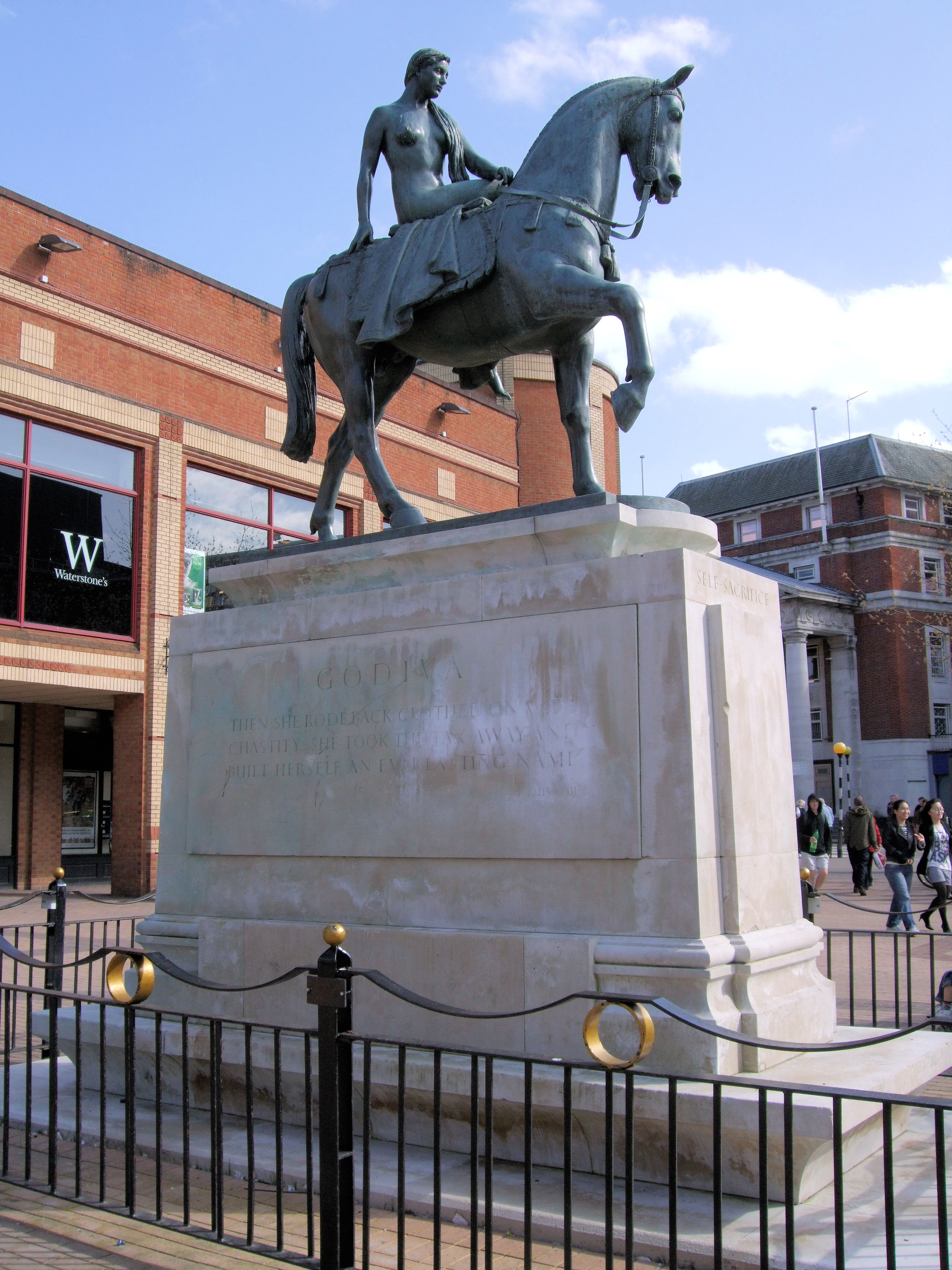
Lady Godiva de Sir William Reid DicK (1940).

La obra de Collier, aunque esquemáticamente sigue un paradigma prefijado por su temática, terminó por conformar la imagen visual de Lady Godiva y con ello contribuyó a su trascendencia, llegando a ser una leyenda de carácter internacional. Sus representaciones artísticas, muchas y variadas, se encuentran en mayoría en la exposición permanente del museo Herbert Art Gallery & Museum (enlace roto disponible en Internet Archive; véase el historial, la primera versión y la última)., pues el asentamiento lógicamente consta de más arraigo cultural en el propio Coventry, donde se conmemora anualmente la celebración de un festival.
Artistas de la talla de Salvador Dalí llegaron a inmortalizar a la heroína en numerosas obras, posiblemente una de las más conocidas sea una escultura de bronce, recientemente subastada. La estatua que conmemora en su localidad el acto de la joven fue realizada en la década de 1940 por el escultor escocés Sir William Reid Dick. Realizada en granito pulido, en su disposición se puede apreciar el poso del cuadro de Collier, además de estar elevada por un plinto que reza un fragmento del poema de Tennyson:
"Luego ella regresó, vestida de castidad. Se llevó el impuesto y se forjó un nombre eterno."
Además de algunas incursiones en el mundo de la música como título de algunas canciones y/o discos, cuenta incluso con adaptaciones en el cine, con una muy temprana en 1911 y quizás la más conocida Lady Godiva de Coventry de 1955 con Maureen O’Hara en el papel protagonista.
En otro aspecto, la temática sirvió de precedente para toda aquella lucha que emplea el desnudo como elemento reivindicativo de protesta, algo muy común hoy día y que tendría sus orígenes en esta fábula. Y en cierta medida podría enlazarse también con algunos comentarios que irónicamente se hicieron sobre Diana de Gales, por parte de quienes vieron en ella una nueva princesa inglesa entregada en cuerpo y alma a su pueblo y en constante lucha contra las injusticias sociales.